# Сражение при Пожарско
Сражението при Пожарско е битка от 2 - 3 (15 - 16) септември 1903 година по време Илинденско-Преображенското въстание между въстаниците от Вътрешната македоно-одринска революционна организация и османски войски. (
Сражението се води в местността Гребена на връх Сокол (Сокле) в планината Нидже над село Пожарско (днес Лутраки, Гърция).
В сражението участват четите на Кара Ташо, Манол Розов, Михаил Розов, Лазар Поптрайков, Иван Попов. В боя четниците тръгват на нож срещу турския аскер и успяват да се измъкнат от сражението. Загиват Манол Розов и Ставри Лясков. Оттам четите се изтеглят в Прилепско.